# Puszczykowo-Zaborze
Puszczykowo-Zaborze – wieś w Polsce położona w województwie wielkopolskim, w powiecie poznańskim, w gminie Swarzędz. Miejscowość leży przy lokalnej drodze Sarbinowo-Gwiazdowo.
Jeszcze pod koniec XIX wieku Puszczykowo i Zaborze były wymieniane osobno, ale wchodziły oprócz Tarnowa w skład okręgu wiejskiego Tarnowo.
Puszczykowo istniało na pewno przed 1565. W 1580 właścicielem był Puszczykowa Adam Tarnowski. W owym okresie wzmiankowano również Zaborze, przy okazji negocjacji abp Uchańskiego. Ok. 1620 Puszczykowo jako wieś zamarło. Pod koniec XVIII w. właścicielem był Michał Radoszewski. Pod koniec XIX wieku – Aleksy Suchorzewski, który prowadził tu chów bydła i hodowlę owiec. Puszczykowo liczyło wówczas 7 domostw i 72 mieszkańców i zajmowała obszar 205,32 ha – przeważnie gruntów rolnych, ale i łąki, pastwiska, las i nieużytki. W Zaborzu zanotowano wtedy 1 domostwo i 11 mieszkańców.
W latach 1975–1998 miejscowość administracyjnie należała do województwa poznańskiego. W 2011 wieś Puszczykowo-Zaborze liczyła 24 mieszkańców.